# Parlamentswahl in Spanien 2015
- EH-B: 2
- IU: 2
- Pod.: 69
- ERC: 9
- PSOE: 90
- CC: 1
- DL: 8
- EAJ/PNV: 6
- Cs: 40
- PP: 123

Fraktionen bei Konstituierung
- Pod.–EH-B: 25
- ERC: 8
- ASG: 1
- PSOE: 67
- DL: 8
- CC: 2
- EAJ/PNV: 7
- Cs: 3
- PP: 145

Fraktionen bei Konstituierung
Die Parlamentswahl in Spanien 2015 fand am 20. Dezember statt, um die beiden Kammern des Parlaments (Cortes Generales) zu erneuern. Gewählt wurden die 350 Abgeordneten des Abgeordnetenhauses (Congreso de los Diputados) und 208 der 266 Mitglieder des Senats (Senado). Mit den Wahlen begann die 11. Legislaturperiode nach dem Inkrafttreten der Verfassung von 1978.
Mit den Wahlen manifestierten sich nach der Europawahl 2014, bei der die zwei großen Parteien bereits historische Tiefstände erreicht hatten, auch auf spanischer Ebene insbesondere mit dem Aufkommen von Podemos und Ciudadanos tiefgreifende Änderungen in der seit drei Jahrzehnten außerordentlich stabilen Parteienlandschaft.
Nachdem eine Regierungsbildung nicht gelungen war, wurden beide Parlamentskammern gemäß den Bestimmungen der Verfassung bereits am 3. Mai 2016 aufgelöst und Neuwahlen für den 26. Juni 2016 anberaumt.

## Vorfeld

Sitzverteilung der Parlamentswahl 2011

In der seit 2008 anhaltenden Wirtschafts- und Finanzkrise kam nach der Wahl 2011 die konservative PP mit Ministerpräsident Rajoy mit absoluter Mehrheit an die Regierung.
Diese leitete der Austeritätspolitik folgend einschneidende Sparmaßnahmen und Privatisierungen ein. Hinzu kam 2012 eine Reform des Arbeitsrechts, die von den Gewerkschaften und der linken Opposition kritisiert wurde und wird, weil sie zu einer Zunahme prekärer Arbeitsverhältnisse geführt habe. Nachdem die Arbeitslosenquote 2012 mit über 25 % einen Höchststand erreicht hatte, war ab 2014 eine leichte Erholung zu verzeichnen (2015: 22 %).
Der spanische Staat selbst musste – anders als z. B. Griechenland – in der Folge keine europäischen Rettungsmittel in Anspruch nehmen. Allerdings wurden zur Rekapitalisierung des spanischen Bankensektors 2012/13 ESM-Kredite in Höhe von 41,3 Mrd. Euro in Anspruch genommen.
Die 10. Legislaturperiode war auch geprägt durch die juristische Aufarbeitung diverser Bereicherungs- und Korruptionsskandale, die neben der PP auch die PSOE, CiU und sogar die IU betrafen.
Ein weiteres beherrschendes Thema waren ab 2011 die katalanischen Unabhängigkeitsbestrebungen, die schließlich dazu führten, dass das Parlament von Katalonien im November 2015 eine Resolution verabschiedete, mit der der Beginn eines Prozesses der Loslösung vom spanischen Staat proklamiert wurde.
In Meinungsumfragen war schon wenige Monate nach der Wahl 2011 ein Einbruch der Popularität der regierenden PP zu verzeichnen. Profitieren konnten hiervon zunächst die Linkspartei IU und die UPyD, für die teilweise zweistellige Ergebnisse prognostiziert wurden.
Zu einem ersten drastischen Umbruch in der Parteienlandschaft kam es mit der Europawahl 2014, bei der die erst kurz zuvor gegründete linke Protestpartei Podemos auf 8 % kam und viertstärkste Kraft wurde. Danach stieg sie in dem Umfragen immer weiter an, bis sie zeitweise sogar an erster Stelle lag. Die Popularitätswerte von IU und UPyD, die von heftigen internen Krisen betroffen waren, brachen hingegen ein.
Mit den Regional- und Kommunalwahlen im Mai 2015 erlangte dann auch die bislang nur in Katalonien relevante Partei Ciudadanos erstmals landesweite Bedeutung. Podemos zog in alle 13 der zu diesem Zeitpunkt gewählten Regionalparlamente ein, Ciudadanos immerhin in zehn. In den beiden größten Städten Madrid und Barcelona gelangten Podemos-nahe Kandidatinnen ins Bürgermeisteramt.
Mit dem Einzug der beiden neuen Akteure (Podemos und Ciudadanos) in die ohnehin aufgrund der großen Bedeutung der Regionalparteien in vielen Regionen schon stark fragmentierten Regionalparlamente wurde die Parteienlandschaft auf dieser Ebene noch einmal komplexer. Trotzdem gelang in allen Regionen eine Regierungsbildung und es kam zu keinen Neuwahlen.

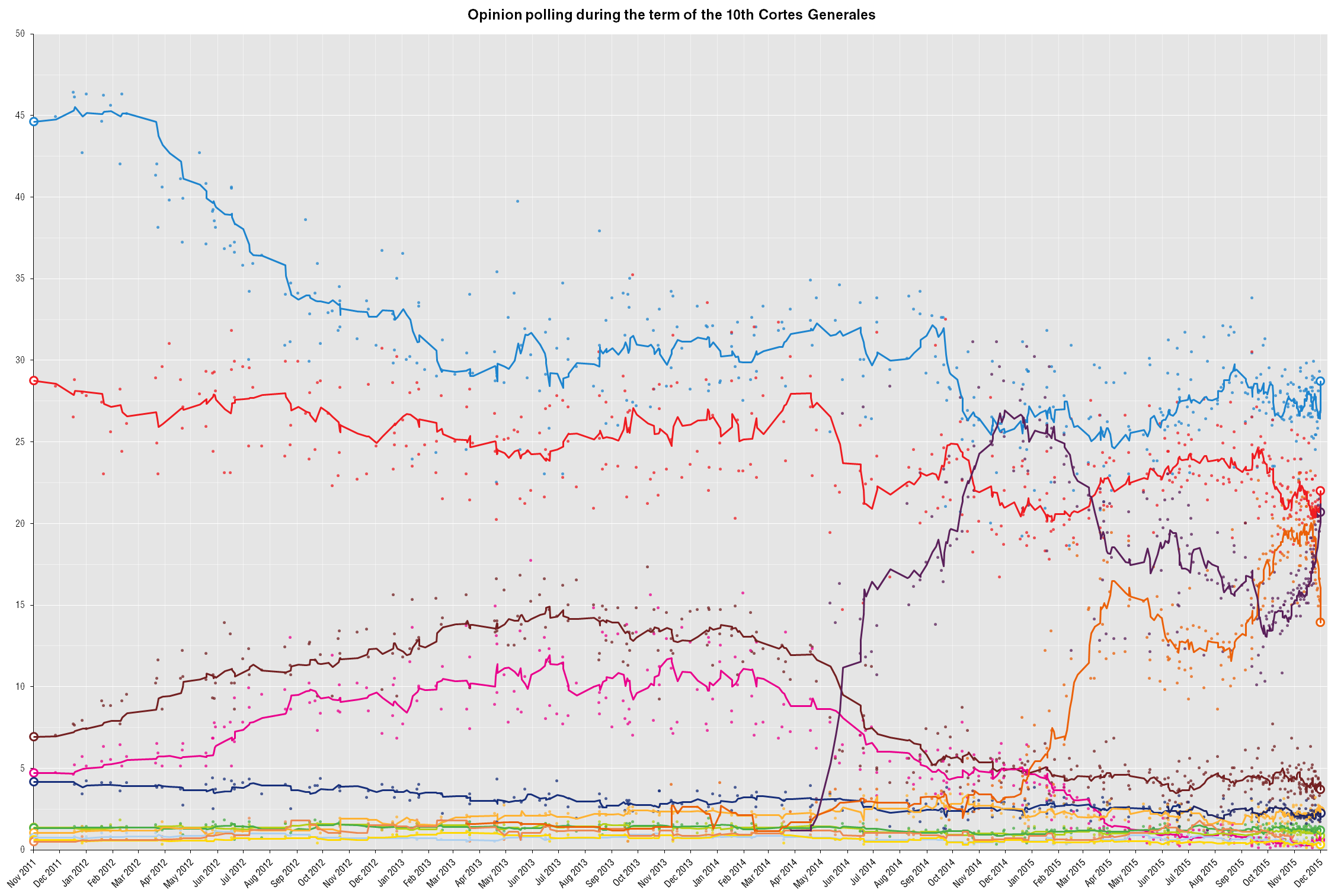
Entwicklung der Umfragewerte der Parteien seit 2011.

## Wahlverfahren

### Kongress
Gemäß Artikel 68 Absatz 2 der Spanischen Verfassung und Artikel 162 des Wahlgesetzes gehören dem Kongress 350 Abgeordnete an, die provinzweise gewählt werden. Dabei steht jeder Provinz ein Minimum von zwei Abgeordneten, den Städten Ceuta und Melilla je ein Abgeordneter zu. Die restlichen 248 Abgeordneten werden den Provinzen nach dem Verhältnis ihrer Einwohnerzahlen nach dem Hare/Niemeyer-Verfahren zugeteilt.
Das Dekret über die Wahlausschreibung stellte dementsprechend fest, dass in den einzelnen Provinzen die folgenden Zahlen an Abgeordneten zu wählen sind:
- Provinz Madrid: 36 Abgeordnete
- Provinz Barcelona: 31 Abgeordnete

Abgeordnetenzahl je Provinz

- Provinz Valencia/València: 15 Abgeordnete
- Provinzen Alicante/Alacant, Sevilla: je 12 Abgeordnete
- Provinz Málaga: 11 Abgeordnete
- Provinz Murcia: 10 Abgeordnete
- Provinz Cádiz: 9 Abgeordnete
- Provinzen Asturien, Balearen, Bizkaia, A Coruña und Las Palmas: je 8 Abgeordnete
- Provinzen Granada, Pontevedra, Santa Cruz de Tenerife und Zaragoza: je 7 Abgeordnete
- Provinzen Almería, Badajoz, Córdoba, Guipuzkoa, Girona, Tarragona und Toledo: je 6 Abgeordnete
- Provinzen Kantabrien, Castellón/Castelló, Ciudad Real, Huelva, Jaén, León, Navarra und Valladolid: je 5 Abgeordnete
- Provinzen Albacete, Araba/Álava, Burgos, Cáceres, Lleida, Lugo, Ourense, La Rioja und Salamanca: je 4 Abgeordnete
- Provinzen Ávila, Cuenca, Guadalajara, Huesca, Palencia, Segovia, Teruel und Zamora: je 3 Abgeordnete
- Provinz Soria: 2 Abgeordnete
- Autonome Städte Ceuta und Melilla: je 1 Abgeordneter

Die Wahl erfolgt in den Provinzen nach geschlossenen Listen, wobei die Sitze auf die Listen jeweils nach dem D’Hondt-Verfahren zugeteilt werden. In den autonomen Städten wird der Abgeordnete in relativer Mehrheitswahl ermittelt.
Die Zuteilung der Sitze findet allein auf Ebene der Wahlkreise (Provinzen) statt, es gibt keinen Reststimmenausgleich auf nationaler Ebene. Die nominelle Sperrklausel liegt zwar in allen Wahlkreisen bei lediglich 3 %. In den meisten Wahlkreisen liegt die faktische Prozenthürde wegen der beschränkten Anzahl der zu vergebenden Mandate allerdings wesentlich höher. In den kleinen Wahlkreisen hatten deshalb bei vergangenen Wahlen überhaupt nur die beiden großen Parteien PSOE und PP bzw. starke Regionalparteien (CiU, ERC, PNV, Amaiur, CC, Geroa Bai) eine realistische Chance, Mandate zu gewinnen. Der Kreis dieser Parteien wurde bei der Wahl 2015 um die überregional angetretenen Parteien Ciudadanos und Podemos erweitert.

### Senat
Für den Senat wählt gemäß Artikel 69 der Verfassung und Artikel 165 des Wahlgesetzes jede Festlandprovinz vier Senatoren, die Inseln Gran Canaria, Mallorca und Teneriffa je drei Senatoren, die autonomen Städte Ceuta und Melilla je zwei Senatoren sowie die Inseln bzw. Inselgruppen Ibiza-Formentera, Menorca, Fuerteventura, Gomera, Hierro, Lanzarote und La Palma je einen Senator.
Die weiteren Senatsmitglieder werden durch die Parlamente der Autonomen Gemeinschaften bestimmt, wobei jedes Parlament je angefangener 1.000.000 Einwohner der jeweiligen Gemeinschaft einen Senator bestimmt.

## Kandidaturen und Änderungen in der Parteienlandschaft im Vergleich zur Wahl 2011

Listenverbindungen der größten Parteien
PP
PSOE
Podemos
IU/UP

Einige Änderungen in der spanischen Parteienlandschaft führen dazu, dass ein Vergleich mit den Wahlergebnissen der letzten Wahl 2011 teilweise schwierig ist.

### Konservative (PP, UPN, PAR und FAC)
Zur Parlamentswahl 2011 trat die regierende Volkspartei PP in Navarra zusammen mit der ehemaligen Schwesterpartei Unión del Pueblo Navarro (UPN) an. Dieses Bündnis wurde auch 2015 neu aufgelegt. Auch das Wahlbündnis aus der PP und der Partido Aragonés (PAR), welche 2011 erstmals mit der PP antrat, bestand 2015 erneut. Hingegen verzichtete das Foro Asturias (FAC) auf eine eigene Kandidatur; es bestand eine Listenverbindung mit der PP.

### Linksparteien (IU undPodemos)
Im Oktober 2015 scheiterten Gespräche zwischen IU (der traditionellen Linkspartei) und der 2014 gegründeten Partei Podemos über eine landesweite gemeinsame Kandidatur, sodass sie in der Mehrheit der Wahlkreise gegeneinander antraten. Eine gemeinsame Liste von IU und Podemos kam nur in den vier katalanischen Wahlkreisen (unter dem Namen „En Comú Podem“ zusammen mit der katalanischen Linkspartei ICV und der linken Stadtpartei Barcelona en Comú) und in den vier galicischen Wahlkreisen (unter dem Namen „En Marea“ zusammen mit der galicischen Linkspartei Anova-Irmandade Nacionalista) zustande.
Podemos trat darüber hinaus in der Region Valencia gemeinsam mit der linken Regionalpartei Compromís an.
Die IU trat außer in Katalonien und Galicien unter dem Namen „Unidad Popular:Izquierda Unida“ gemeinsam mit verschiedenen kleineren landesweiten oder regionalen Linksparteien (z. B. Chunta Aragonesista) an.

### Katalanische Parteien
Die beiden bürgerlichen katalanischen Parteien CDC und UDC waren seit 1979 zu Wahlen gemeinsam unter der Bezeichnung CiU angetreten. Dieses Parteienbündnis zerbrach im Juni 2015 wegen unterschiedlicher Auffassungen zur Frage des Verhältnisses Kataloniens zum spanischen Staat.
Bei der Wahl zum katalanischen Regionalparlament am 27. September 2015 trat die UDC daraufhin allein an, die CDC zusammen mit der linken ERC im Wahlbündnis Junts pel Sí. Dieses Wahlbündnis wurde zur Wahl zum spanischen Parlament am 20. Dezember 2015 aber nicht neu aufgelegt. Die CDC trat zusammen mit der Partei Demòcrates de Catalunya (Abspaltung der UDC) und der Kleinpartei Reagrupament Independista (die 2011 gemeinsam mit der ERC angetreten war) unter der Bezeichnung Democràcia i Llibertat (DL) an. Die ERC bildete ein Wahlbündnis mit der Kleinpartei Catalunya Sí unter dem Namen ERC-CATSÍ. Die UDC trat allein an. Die linke Antisystem-Partei CUP, die bei der Regionalwahl im September 2015 ein Ergebnis von 8,2 % erzielte, trat zur gesamtspanischen Wahl nicht an.

### Kanarische Parteien
Zur Wahl 2011 trat die Coalición Canaria (CCa) zusammen mit der Partei Nueva Canarias (NC) in einem Wahlbündnis an. 2015 verzichtete die NC auf eine Wiederauflage des Bündnisses, stattdessen trat die Partei nun zusammen mit der PSOE an.

### Ciudadanos(C’s)
Die 2006 gegründete Partei Ciudadanos (C’s) war 2008 landesweit zur Wahl angetreten (Ergebnis: 0,18 %). 2011 hatte die Partei auf eigene Listen verzichtet, nachdem Gespräche mit der UPyD über ein Wahlbündnis gescheitert waren. 2015 trat Ciudadanos wieder landesweit an.

### EH Bildu
2011 waren die drei baskischen Linksparteien Eusko Alkartasuna (EA), Aralar und Alternatiba Eraikitzen gemeinsam als Wahlbündnis unter der Bezeichnung Amaiur zur Wahl angetreten. 2014 bildeten diese drei Parteien zusammen mit der 2012 zugelassenen Partei Sortu den Parteienverband EH Bildu, der als solcher in den drei baskischen Provinzen und Navarra zur Wahl antrat.

## Spitzenkandidaten
Als Spitzenkandidaten der bedeutenden Parteien traten an: Mariano Rajoy (PP), Pedro Sánchez (PSOE), Albert Rivera (Ciudadanos), Pablo Iglesias (Podemos), Alberto Garzón (IU) und Andrés Herzog (UPyD).

## Ergebnis

### Abgeordnetenhaus

#### Amtliches Endergebnis
| Listen                                                     | Listen | Stimmen    | %    | +/-   | Mandate | +/- |
| ---------------------------------------------------------- | --- | ---------- | ---- | ----- | ------- | --- |
|                                                            | Partido Popular (PP) a | 7.236.965  | 28,7 | −16,3 | 123     | −64 |
|                                                            | Partido Socialista Obrero Español (PSOE) b | 5.545.315  | 22,0 | −6,8  | 90      | −21 |
|                                                            | Podemos - Podemos c: 3.198.584 Stimmen (42 Mandate) - En Comú (Podemos – ICV – EUiA –Barcelona en Comú) d: 929.880 Stimmen (12 Mandate) - Podemos – Compromís e: 673.549 Stimmen (9 Mandate) - En Marea (Podemos – IU – Anova) f: 410.698 Stimmen (6 Mandate) | 5.212.711  | 20,7 | Neu   | 69      | +65 |
|                                                            | Ciudadanos (C's) | 3.514.528  | 13,9 | +13,9 | 40      | +40 |
|                                                            | Izquierda Unida – Unidad Popular (CHA – IzCa – IAS) (IU–UP) g | 926.783    | 3,7  | −1,8  | 2       | −6  |
|                                                            | Esquerra Republicana de Catalunya – Catalunya Sí (ERC–CatSí) h | 601.782    | 2,4  | +1,4  | 9       | +6  |
|                                                            | Democràcia i Llibertat (DL) i | 567.253    | 2,2  | −1,9  | 8       | −2  |
|                                                            | Eusko Alderdi Jeltzalea (EAJ-PNV) j | 302.316    | 1,2  | −0,1  | 6       | +1  |
|                                                            | Partido Animalista Contra el Maltrato Animal (PACMA) | 220.369    | 0,9  | +0,4  | –       | ±0  |
|                                                            | EH Bildu k | 219.125    | 0,9  | −0,5  | 2       | −5  |
|                                                            | Unión Progreso y Democracia (UPyD) | 155.153    | 0,6  | −4,1  | –       | −5  |
|                                                            | Coalición Canaria – Partido Nacionalista Canario (CCa-PNC) l | 81.917     | 0,3  | −0,3  | 1       | ±0  |
|                                                            | NÓS-Candidatura Galega (BNG – CG – FOGA – PCPG – PG) m | 70.863     | 0,3  | −0,5  | –       | −2  |
|                                                            | Unió Democràtica de Catalunya (UDC) n | 65.388     | 0,3  | N/A   | –       | −6  |
|                                                            | Vox | 58.114     | 0,2  | Neu   | –       | Neu |
|                                                            | Recortes Cero – Grupo Verde | 48.675     | 0,2  | ±0,0  | –       | ±0  |
|                                                            | Més per Mallorca | 33.877     | 0,1  | ±0,0  | –       | ±0  |
|                                                            | Partido Comunista de los Pueblos de España | 31.179     | 0,1  | ±0,0  | –       | ±0  |
|                                                            | Geroa Bai o | 30.642     | 0,1  | ±0,0  | –       | –1  |
|                                                            | El Pi – Proposta per les Illes (El Pi) | 12.910     | 0,1  | Neu   | –       | Neu |
|                                                            | Ciudadanos de Centro Democrático | 10.827     | 0,0  | ±0,0  | –       | ±0  |
|                                                            | Escaños en Blanco | 10.084     | 0,0  | –0,4  | –       | ±0  |
|                                                            | Falange Española de las JONS | 7.495      | 0,0  | ±0,0  | –       | ±0  |
|                                                            | Coalición X la Izquierda | 7.314      | 0,0  | Neu   | –       | Neu |
|                                                            | Som Valencians | 6.103      | 0,0  | Neu   | –       | Neu |
|                                                            | Por un Mundo más Justo | 4.586      | 0,0  | –0,1  | –       | ±0  |
|                                                            | Solidaridad y Autogestión Internacionalista | 4.400      | 0,0  | ±0,0  | –       | ±0  |
|                                                            | Los Verdes Ecopacifistas | 3.278      | 0,0  | Neu   | –       | Neu |
|                                                            | Partido da Terra | 3.026      | 0,0  | Neu   | –       | Neu |
|                                                            | Canarias Decide (UP – Los Verdes – ALTER) | 2.883      | 0,0  | ±0,0  | –       | ±0  |
|                                                            | Partido Libertario | 2.854      | 0,0  | ±0,0  | –       | ±0  |
|                                                            | Partido Humanista | 2.846      | 0,0  | ±0,0  | –       | ±0  |
|                                                            | Sonstige < 0,01 % | 21.620     | 0,1  | ±0,0  | –       | ±0  |
| Votos en blanco p                                          | Votos en blanco p | 188.132    | 0,7  | –0,6  | –       | –   |
| Gesamt                                                     | Gesamt | 25.211.313 | 100  |       | 350     | –   |
|                                                            | |            |      |       |         |     |
| Ungültige Stimmen                                          | Ungültige Stimmen | 227.219    | 0,9  | –0,4  |         |     |
| Wähler                                                     | Wähler | 25.438.532 | 69,7 | +0,7  |         |     |
| Wahlberechtigte                                            | Wahlberechtigte | 36.511.848 |      |       |         |     |
|                                                            | |            |      |       |         |     |
| Quellen: Junta electoral central – Ministerio del interior | |            |      |       |         |     |

#### Ergebnis nach Regionen
Das Ergebnis (Stimmen und Sitze) in den einzelnen Autonomen Gemeinschaften (Regionen) und den beiden Autonomen Städten Ceuta und Melilla:
|                     |             |             |            |           |          |            |           |           |           |           |           |           |          | Sitze gesamt |
| ------------------- | ----------- | ----------- | ---------- | --------- | -------- | ---------- | --------- | --------- | --------- | --------- | --------- | --------- | -------- | ------------ |
| Andalusien          | 29,10 % 21  | 31,53 % 22  | 16,86 % 10 | 13,77 % 8 | 5,77 % 0 |            |           |           |           |           |           |           |          | 61           |
| Aragonien           | 31,34 % 1 6 | 23,06 % 4   | 18,56 % 2  | 17,21 % 1 | 6,16 % 0 |            |           |           |           |           |           |           |          | 13           |
| Asturien            | 30,15 % 2 3 | 23,27 % 2   | 21,33 % 2  | 13,56 % 1 | 8,45 % 0 |            |           |           |           |           |           |           |          | 8            |
| Balearen            | 29,07 % 3   | 18,31 % 2   | 23,05 % 2  | 14,78 % 1 | 2,37 % 0 |            |           |           |           |           |           |           |          | 8            |
| Baskenland          | 11,62 % 2   | 13,25 % 3   | 25,97 % 5  | 4,09 % 0  | 2,94 % 0 |            |           |           |           |           | 24,75 % 6 | 15,07 % 2 |          | 18           |
| Extremadura         | 34,82 % 4   | 36,00 % 5   | 12,64 % 1  | 11,37 % 0 | 3,01 % 0 |            |           |           |           |           |           |           |          | 10           |
| Galicien            | 37,10 % 10  | 21,33 % 6   |            | 9,07 % 1  |          |            |           | 25,04 % 6 |           |           |           |           |          | 23           |
| Kanaren             | 28,54 % 5   | 21,99 % 3 4 | 23,28 % 3  | 11,42 % 2 | 3,12 % 0 |            |           |           |           |           |           |           | 8,24 % 1 | 15           |
| Kantabrien          | 36,94 % 2   | 22,42 % 1   | 17,84 % 1  | 15,25 % 1 | 4,42 % 0 |            |           |           |           |           |           |           |          | 5            |
| Kastilien-La Mancha | 38,17 % 10  | 28,38 % 7   | 13,62 % 1  | 13,76 % 3 | 3,58 % 0 |            |           |           |           |           |           |           |          | 21           |
| Kastilien-León      | 39,15 % 17  | 22,48 % 9   | 15,03 % 3  | 15,36 % 3 | 4,56 % 0 |            |           |           |           |           |           |           |          | 32           |
| Katalonien          | 11,12 % 5   | 15,70 % 4 8 |            | 13,05 % 5 |          | 24,74 % 12 |           |           | 15,98 % 9 | 15,08 % 8 |           |           |          | 47           |
| La Rioja            | 38,35 % 2   | 23,71 % 1   | 15,82 % 1  | 15,13 % 0 | 4,19 % 0 |            |           |           |           |           |           |           |          | 4            |
| Madrid              | 33,46 % 13  | 17,87 % 6   | 20,86 % 8  | 18,80 % 7 | 5,26 % 2 |            |           |           |           |           |           |           |          | 36           |
| Murcia              | 40,44 % 5   | 20,32 % 2   | 15,16 % 1  | 17,67 % 2 | 3,13 % 0 |            |           |           |           |           |           |           |          | 10           |
| Navarra             | 28,93 % 5 2 | 15,53 % 1   | 22,99 % 2  | 7,05 % 0  | 4,11 % 0 |            |           |           |           |           |           | 9,90 % 0  |          | 5            |
| Valencia            | 31,30 % 11  | 19,84 % 7   |            | 15,84 % 5 | 4,17 % 0 |            | 25,09 % 9 |           |           |           |           |           |          | 32           |
| Ceuta               | 44,89 % 1   | 23,07 % 0   | 14,06 % 0  | 13,29 % 0 | 1,30 % 0 |            |           |           |           |           |           |           |          | 1            |
| Melilla             | 43,93 % 1   | 24,59 % 0   | 11,44 % 0  | 15,55 % 0 | 1,29 % 0 |            |           |           |           |           |           |           |          | 1            |

#### Wahlausgang

##### Ende desbipartidismo imperfecto

Mandate der beiden größten Parteien im spanischen Abgeordnetenhaus seit 1977 (Regierungspartei schwarz umrandet)

Wie nach der Europawahl 2014, den Regional- und Kommunalwahlen 2015 und den Wahlumfragen zu erwarten, brachten die Wahlen 2015 eine grundlegende Umgestaltung der Parteienlandschaft auf nationaler Ebene.
Diese bis dahin bestehende Parteienlandschaft ist oft mit dem Schlagwort des „unvollkommenen Zweiparteiensystems“ (bipartidismo imperfecto) beschrieben worden. Als Zweiparteiensystem deshalb, weil auf nationaler Ebene zwei große Parteien (die konservative PP und die sozialdemokratische PSOE) existierten, die mit großem Abstand vor den anderen politischen Kräften lagen. Seit den Wahlen 1993 waren auf diese beiden Parteien zusammen immer mindestens 73 % der Stimmen entfallen (Höchststand 2008: 84 %). Aufgrund der Auswirkungen des Wahlsystems führte dies dazu, dass diese beiden Parteien im Abgeordnetenhaus seit 1993 durchgehend mindestens 85 % (Höchststand 2008–2011: 92 %) der Abgeordneten stellten. Als „unvollkommen“ deshalb, weil diese beherrschende Stellung der beiden großen Parteien dennoch nur in vier der bisherigen zehn Legislaturperioden zu einer absoluten Mehrheit der stärksten Partei führte (1982–1986 und 1986–1989: PSOE, 2000–2004 und 2011–2015: PP). In den restlichen Legislaturperioden stellten insbesondere die Regionalparteien (allen voran CiU und PNV, aber auch CC, ERC, BNG) durch Ja-Stimmen oder Enthaltungen bei der Wahl des Ministerpräsidenten bzw. bei Abstimmungen über Gesetzentwürfe die Regierbarkeit des Landes durch die jeweils stärkste Partei sicher, ohne dass es aber je auf nationaler Ebene zu einer echten Koalitionsregierung gekommen wäre.
Bei der Wahl 2015 schmolz der Stimmenanteil der beiden großen Parteien auf 51 % und ihr Mandatsanteil im Abgeordnetenhaus auf 61 %.
In keiner der bisherigen Legislaturperioden hatte die drittstärkste Kraft im Abgeordnetenhaus je mehr als 23 Abgeordnete gestellt. Bei der Wahl 2015 hingegen wurde diese Schwelle sowohl von der drittstärksten (Podemos mit 69 Mandaten inkl. der von dieser Partei mitgetragenen regionalen Listen) und der viertstärksten Kraft (Ciudadanos mit 40 Sitzen) überwunden. Auch hielten sich die für kleinere landesweit antretenden Parteien nachteiligen Wirkungen des Wahlsystems für diese beiden Parteien in Grenzen (Podemos: 20 % der Mandate bei einem Stimmenanteil von 21 %, Ciudadanos: 12 % der Mandate bei einem Stimmenanteil von 14 %). Man kann sagen, dass Podemos und Ciudadanos, anders als die IU (0,5 % Mandats- bei 3,7 % Stimmenanteil) bei der Wahl 2015 die „kritische Masse“ erreicht haben, ab der das Wahlsystem nicht mehr zu einer nennenswerten Benachteiligung führt.

##### PP

Stimmenanteil der PP nach Wahlkreisen

Die konservative bisherige Regierungspartei PP verbuchte mit knapp 29 % ihr schlechtestes Ergebnis seit 1993. Gegenüber 2011 verlor sie 16 % und über 60 Mandate, womit sie eigentlich der klare Verlierer der Wahl ist. Allerdings war das Ergebnis in dieser Größenordnung nach den Europa-, Regional- und Europawahlen absehbar und es gelang der PP stärkste Kraft mit einem Vorsprung von über 6 % an Stimmen und mehr als 30 Mandaten gegenüber der PSOE zu bleiben. So wurden intern auch keine Stimmen nach dem Rückzug von Ministerpräsident Mariano Rajoy laut. Dieser strebt seine Wiederwahl zum Ministerpräsidenten an. Die Regierungsbildung wird allerdings schwierig werden, da die Stimmenthaltung von Ciudadanos bei der Wahl des Ministerpräsidenten allein nicht ausreichen wird.

##### PSOE

Stimmenanteil der PSOE nach Wahlkreisen

Die sozialdemokratische PSOE verbuchte sowohl nach Stimmen als auch nach Sitzen das schlechteste Ergebnis seit 1977. Ähnlich wie bei der PP war ein Ergebnis in dieser Größenordnung allerdings absehbar gewesen. Das Ziel stärkste Kraft zu werden, wurde klar verfehlt. Allerdings konnte der zweite Platz gegenüber Podemos nach Stimmen knapp und nach Sitzen relativ deutlich verteidigt werden, was nach den letzten Umfragewerten auch nicht selbstverständlich war. Von dem Aufkommen der neuen Kräfte war die PSOE sowohl von links (Podemos) als auch von rechts (Ciudadanos) und damit besonders betroffen. Trotz dieses Achtungserfolgs wurden in der PSOE einige Stimmen nach einer Ablösung des Spitzenkandidaten und Generalsekretärs Pedro Sánchez laut.

##### Podemos

Stimmenanteil von Podemos, En Comú, Podemos-Compromís und En Marea nach Wahlkreisen

Die 2014 gegründete linke Protestpartei Podemos kann als Hauptsieger der Wahl angesehen werden. Nach Stimmen lag sie (inkl. der Listenverbindungen En Comú in Katalonien, En Marea in Galicien und mit Compromís in der Region Valencia) nur knapp hinter der PSOE und wurde mit einem nach Stimmen und Sitzen deutlichen Vorsprung vor Ciudadanos drittstärkste Kraft, nachdem sie in den letzten Monaten vor der Wahl in den Umfragen noch hinter diesen gelegen hatte. Das Ergebnis konnte gegenüber dem Abschneiden bei der Europawahl 2014 und bei den Regionalwahlen im Frühjahr nochmals verbessert werden.
Podemos trat bis auf Katalonien, Galicien und Valencia allein zur Wahl an. Auf diese alleinigen Podemos-Listen entfielen 12,7 % und 42 Mandate.
8 % und 27 Mandate steuerten die drei Gemeinschaftskandidaturen in Katalonien, Galicien und Valencia bei. Auf diese Listen entfielen in ihren Regionen jeweils 25 %. En Comú wurde in Katalonien sogar stärkste Kraft (zwölf Mandate). En Marea in Galicien und Podemos-Compromís in Valencia belegten mit sechs bzw. neun Sitzen jeweils den zweiten Platz. Über diese Gemeinschaftslisten ziehen in erheblichem Umfang auch von den mit Podemos verbündeten Parteien gestellte Kandidaten ins Parlament ein.
Von den 27 über die Gemeinschaftskandidaturen gewählten Abgeordneten gehören nur sieben Podemos an, fünf gehören zu Barcelona en Comú, vier zu Compromís, drei zu ICV, zwei zu EUiA, zwei zu Anova-Irmandada Nacionalista, eine zur IU (Galicien) und einer zu der Stadtpartei Ourense en Común. Weitere zwei Abgeordnete sind parteilos.
Podemos strebte zunächst an, vier Fraktionen im Abgeordnetenhaus zu bilden (eine der Podemos-Alleinkandidaturen und drei der Gemeinschaftskandidaturen). Nachdem sich abzeichnete, dass sich hierfür im Präsidium des Parlaments keine Mehrheit finden würde, bildete sich eine einzige Podemos-Fraktion mit 65 Abgeordneten. Lediglich die vier Abgeordneten der valencianischen Partei Compromís meldeten eine eigene Fraktion an, deren Bildung vom Parlamentspräsidium aber abgelehnt wurde.
Außerdem entfielen auf Podemos mit 26 % auch im Baskenland die meisten Stimmen und fünf Mandate (die PNV erzielte mit 25 % einen Sitz mehr).

##### Ciudadanos

Stimmenanteil von Ciudadanos nach Wahlkreisen

Ciudadanos wurde mit deutlichem Rückstand hinter Podemos nur viertstärkste Kraft, wobei sie wenige Wochen vor der Wahl in einigen Umfragen sogar noch gleichauf mit PP und PSOE gelegen hatte. Auch reicht die Anzahl der Sitze nicht dafür aus, einem PP- oder PSOE-Kandidaten durch Stimmenthaltung allein ohne das Zutun anderer Parteien ins Amt des Ministerpräsidenten zu verhelfen. Gegenüber den Regionalwahlen konnten sich Ciudadanos jedoch bis auf Katalonien durchgehend um drei bis acht Prozentpunkte verbessern.

##### IU
Die IU verlor mit nur 4 % und zwei Mandaten das Duell mit Podemos um das Lager links der PSOE – wie erwartet worden war – deutlich. Allerdings war sie in Galicien und Katalonien in einer Gemeinschaftskandidatur u. a. mit Podemos angetreten, über die auch eine IU-Kandidatin (Galicien) bzw. zwei EUiA-Kandidaten (Katalonien) ins Parlament einziehen.
Aufgrund der in den meisten Wahlkreisen wegen der geringen Zahl der zu vergebenden Mandate hohen faktischen Sperrklausel konnte IU nur im größten Wahlkreis Madrid Mandate erringen. Die Partei wurde damit einmal mehr zum „Hauptopfer“ des Wahlsystems (nur 0,6 % der Mandate bei einem Stimmenanteil von 3,7 %). Sie wird im neu gewählten Parlament keine eigene Fraktion mehr bilden können.

##### UPyD
Die UPyD, die bei der Wahl 2011 nach Stimmen viertstärkste Kraft geworden war, verlor ihre fünf Mandate und vier Prozentpunkte. Sie wurde damit Opfer innerparteilicher Querelen und des Aufkommens von Ciudadanos, die programmatisch ein ganz ähnliches Profil aufweisen. Sie ist damit auf gesamtspanischer Ebene nicht mehr im Parlament vertreten und auf regionaler Ebene nur noch im Baskenland (wo die letzte Regionalwahl 2012 stattfand und nicht wie in den anderen Regionen mit Ausnahme Galiciens 2015).

Abgeordnete nach Wahlkreisen (Größe der Kreise entspricht Zahl der im Wahlkreis vergebenen Mandate)

##### Katalanische Parteien
In Katalonien wurde die Gemeinschaftskandidatur En Comú (Barcelona en Comú, Podemos, ICV, EUiA) mit 25 % der Stimmen stärkste Kraft. Die links-nationalistische ERC verzeichnete mit 16 % in Katalonien ihr bisher bestes Ergebnis bei Wahlen zum Abgeordnetenhaus. Die DL des katalanischen Ministerpräsidenten Artur Mas kam auf nur 15 %. Der UDC, bislang als Teil des 2015 aufgelösten Parteienbündnisses mit sechs Abgeordneten vertreten, erzielte noch nicht einmal 2 %. Sie ist damit weder im Abgeordnetenhaus noch in dem im September 2015 gewählten katalanischen Regionalparlament vertreten.

##### Baskische Parteien

Abgeordnete nach Autonomen Gemeinschaften und Städten (Größe der Kreise entspricht Zahl der Mandate)

Die PNV verlor im Baskenland zwar knapp drei Prozentpunkte und verbuchte einen Stimmenanteil von 25 %. Mit diesem Ergebnis konnte sie jedoch gegenüber 2011 ein Mandat mehr gewinnen und ist jetzt mit sechs Abgeordneten im Abgeordnetenhaus vertreten. Erhebliche Verluste hatte EH Bildu im Vergleich zu dem Ergebnis des Wahlbündnisses Amaiur bei der Wahl 2011 zu verzeichnen. Im Baskenland erreichte sie 15 % und damit neun Prozentpunkte weniger als 2011, in Navarra erzielte sie 10 % und damit fünf Prozentpunkte weniger. Damit ist EH Bildu im neugewählten Parlament mit nur noch zwei Abgeordneten vertreten (fünf weniger als bei der letzten Wahl). Geroa Bai verlor in Navarra im Vergleich zu 2011 vier Prozentpunkte und konnte mit jetzt 9 % kein Mandat mehr erringen.

##### Übrige Regionalparteien
Die Coalición Canaria (CCa) kam auf den Kanaren auf einen Stimmenanteil von 8 % und verlor damit gegenüber dem Ergebnis von CCa-NCa bei der Wahl 2011 sieben Prozentpunkte und ein Mandat. Auf NÓS entfielen in Galicien lediglich 4 %. Im Vergleich zum Ergebnis des BNG bei der Wahl 2011 bedeutet dies einen Verlust von sieben Prozentpunkten und beider Mandate.

##### Fraktionen
Es bildeten sich die folgenden Fraktionen:
- PP (Grupo Parlamentario Popular en el Congreso): 119 Mitglieder
- PSOE (Grupo Parlamentario Socialista): 89 Mitglieder
- Podemos (Grupo Parlamentario Podemos-En Comú Podem-En Marea): 65 Mitglieder
- Ciudadanos (Grupo Parlamentario Ciudadanos): 40 Mitglieder
- ERC (Grupo Parlamentario de Esquerra Republicana): 9 Mitglieder
- DL (Grupo Parlamentario Catalán – Democràcia i Llibertat): 8 Mitglieder
- EAJ-PNV (Grupo Parlamentario Vasco – EAJ-PNV): 6 Mitglieder

Nach der Geschäftsordnung des Abgeordnetenhauses werden die übrigen Abgeordneten in der Grupo Mixto („gemischte Fraktion“) zusammengefasst. Dies sind also Abgeordnete, die sich keiner Fraktion angeschlossen haben bzw. von keiner Fraktion aufgenommen wurden. Außerdem zählen dazu Abgeordnete von Parteien, die die Mindestvoraussetzungen (Mandate bzw. Stimmenanteil) für die Bildung einer Fraktion nicht erfüllen. Zur Grupo Mixto zählen zurzeit 14 Abgeordnete (die vier über die Gemeinschaftsliste mit Podemos gewählten Abgeordneten von Compromís, die beiden Abgeordneten der IU, die beiden Abgeordneten von EH Bildu, die beiden über die Gemeinschaftskandidatur mit der PP gewählten Abgeordneten der UPN, der eine über die Gemeinschaftskandidatur mit der PP gewählte Abgeordnete von FAC, der eine über die Gemeinschaftskandidatur mit der PSOE gewählte Abgeordnete von NCa und die Abgeordnete der CCa; außerdem gehört der Grupo Mixto der Abgeordnete Pedro Ramón Gómez de la Serna y Villacieros an, der über die PP-Liste für Segovia gewählt wurde, wegen einer zwischenzeitlich bekannt gewordenen Vorteilsnahmeaffäre aber nicht von der Grupo Popular aufgenommen wurde und mittlerweile aus der PP ausgetreten ist).

### Senat
Der Senat setzt sich aus direkt vom Volk gewählten Mitgliedern und weiteren Senatoren, die von den Parlamenten der einzelnen Autonomen Gemeinschaften (span.: Comunidades Autónomas) bestimmt werden, zusammen. Die Direktwahl findet gleichzeitig mit den Wahlen der Abgeordneten des Congreso statt. Die Zahl der indirekt gewählten Senatoren richtet sich nach der Bevölkerungszahl der jeweiligen Region (einer plus ein weiterer je 1 Mio. Einwohner).
In der 11. Legislatur besteht der Senat aus 266 Mitgliedern: 208 direkt gewählten und 58 von den Regionalparlamenten entsandten.
Für die Direktwahl ist das Wahlgebiet in 59 Wahlkreise unterteilt. Dabei handelt es sich um die 47 Festlandprovinzen (mit jeweils – unabhängig von der Bevölkerungszahl – vier Senatoren), die Inselwahlkreise Gran Canaria, Mallorca und Teneriffa (je drei Senatoren), Ibiza-Formentera, Menorca, Fuerteventura, Gomera, Hierro, Lanzarote und La Palma (je ein Senator) sowie die beiden Autonomen Städte Ceuta und Melilla (je zwei Senatoren), so dass sich eine Gesamtzahl von 208 direkt gewählten Senatoren ergibt. Es handelt sich um eine Personenwahl. Der Wähler kann in den Viermann-Wahlkreisen für bis zu drei, in den Drei- und Zweimannwahlkreisen für bis zu zwei und in den Einmannwahlkreisen für einen Kandidaten stimmen und zwar auch verteilt auf mehrere Wahlvorschläge („Panaschieren“). Gewählt sind die Kandidaten mit den höchsten Stimmenzahlen. Die Parteien stellen in den Wahlkreisen nur die Anzahl an Kandidaten auf, die der Anzahl der Stimmen, über die der Wähler verfügt, entspricht (in Viermannwahlkreisen also drei), um eine Zersplitterung des Wählerpotentials zu verhindern. Dies und der Umstand, dass die meisten Wähler ihre Stimmen geschlossen den Kandidaten der von ihnen präferierten Partei geben, führt dazu, dass das Verhältnis der von der stärksten Partei errungenen Sitze zu denen der zweitstärksten Partei in der ganz überwiegenden Zahl der Fälle in den Viermannwahlkreisen 3:1, in den Dreimannwahlkreisen 2:1 und in den Zweimannwahlkreisen 2:0 ist. Bei den Wahlen 2015 war dies nur in den Provinzen Girona (DL und ERC jeweils zwei Senatoren), Granada (PSOE und PP jeweils zwei) und Tarragona (ERC 2, En Comú 1, DL 1) nicht der Fall. Es liegt daher eine Form der Mehrheitswahl vor (siehe Wahlen in Spanien), was die absolute Mehrheit der PP im Senat bei der Wahl 2015 erklärt.
Die Zusammensetzung der von den Regionalparlamenten entsandten Senatoren kann sich während der Legislatur ändern (wenn während der Legislaturperiode neue Regionalparlamente gewählt werden), deshalb wird im Folgenden nur die Zusammensetzung des Senats zu Beginn der Legislatur im Januar 2016 wiedergegeben:
| ← Zusammensetzung Senat, Januar 2016 →                   |                  |                      |                    |           |
|                                                          |                  |                      |                    |           |
| Partei                                                   | Senatoren gesamt | Senatoren Direktwahl | Senatoren indirekt | Anmerkung |
| Partido Popular (PP)                                     | 145              | 124                  | 21                 | 1         |
| Partido Socialista Obrero Español (PSOE)                 | 67               | 47                   | 20                 | 2         |
| Podemos                                                  | 12               | 9                    | 3                  | 3         |
| En Comú (Podemos/ICV/EUiA/Barcelona en Comú)             | 5                | 4                    | 1                  | 4         |
| En Marea (Podemos/IU/Anova)                              | 2                | 2                    | 0                  | 5         |
| Podemos-Compromís                                        | 3                | 1                    | 2                  | 6         |
| Cambio-Aldaketa (Geroa Bai/EH Bildu/Podemos/IU)          | 2                | 1                    | 1                  | 7         |
| Esquerra Republicana de Catalunya (ERC)                  | 8                | 6                    | 2                  | 8         |
| Democràcia i Llibertat (DL)                              | 8                | 6                    | 2                  | 9         |
| Partido Nacionalista Vasco (EAJ-PNV)                     | 7                | 6                    | 1                  |           |
| Coalición Canaria-Partido Nacionalista Canario (CCa-PNC) | 2                | 1                    | 1                  |           |
| Agrupación Socialista Gomera (ASG)                       | 1                | 1                    | 0                  |           |
| Ciudadanos                                               | 3                | 0                    | 3                  |           |
| EH Bildu                                                 | 1                | 0                    | 1                  |           |

#### Fraktionen
Es bildeten sich die folgenden Fraktionen:
- PP (Grupo Parlamentario Popular en el Senado): 143 Mitglieder (inkl. zwei PAR-Seantoren aus der Gemeinschaftskandidatur PP-PAR)
- PSOE (Grupo Parlamentario Socialista): 67 Mitglieder
- Podemos-En Comú-Compromís-En Marea: 23 Mitglieder
- DL (Grupo Parlamentario Catalán en el Senado – Democràcia i Llibertat): 8 Mitglieder
- ERC (Grupo Parlamentario de Esquerra Republicana): 8 Mitglieder
- EAJ-PNV (Grupo Parlamentario Vasco en el Senado – EAJ-PNV): 7 Mitglieder
- Wie im Abgeordnetenhaus werden Senatoren, die keiner anderen Fraktion angehören, in der Grupo Mixto zusammengefasst, zu der 10 Mitglieder gehören (die drei Senatoren von Ciudadanos, die zwei Senatoren von CCa-PNC, der Senator der UPN aus der Gemeinschaftskandidatur UPN-PP, der Senator der FAC aus der Gemeinschaftskandidatur PP-FAC, die direkt gewählte Geroa Bai-Senatorin aus der Gemeinschaftskandidatur Cambio-Aldaketa, der Senator von EH Bildu und die Senatorin der ASG).

#### Bedeutung der PP-Mehrheit im Senat
Für die Regierungsbildung ist die PP-Mehrheit im Senat ohne Bedeutung, da der Ministerpräsident ausschließlich vom Abgeordnetenhaus gewählt wird und die Regierung nur dieser Kammer gegenüber verantwortlich ist.
Auch im gewöhnlichen Gesetzgebungsverfahren kann ein Veto des Senats vom Abgeordnetenhaus mit absoluter Mehrheit überstimmt werden, nach Ablauf von zwei Monaten reicht sogar die einfache Mehrheit.
Soweit es um Organgesetze geht, kann ein Senatsveto vom Abgeordnetenhaus nur mit absoluter Mehrheit überstimmt werden. Auch insoweit kommt der PP-Mehrheit im Senat jedoch keine besondere Bedeutung zu, da bei Organgesetzen auch schon die erste Verabschiedung des Gesetzes (vor der Befassung des Senats) eine absolute Mehrheit im Abgeordnetenhaus erfordert, also dieselbe Mehrheit, mit der später ein Senatsveto überstimmt werden könnte.
Lediglich bei Verfassungsänderungen könnte die PP-Mehrheit eine Rolle spielen: Einfache Verfassungsänderungen erfordern im Abgeordnetenhaus eine 3/5-Mehrheit und könnten dort also auch gegen die Stimmen der PP durchgesetzt werden. Im Senat ist jedoch mindestens eine absolute Mehrheit für die Verfassungsänderung erforderlich, was gegen die PP also nicht zu machen wäre. Für qualifizierte Verfassungsänderungen („Totalrevision“) gelten noch strengere Anforderungen. Diese bedürfen bereits im Abgeordnetenhaus einer 2/3-Mehrheit und wären daher schon dort gegen das Votum der PP nicht durchzusetzen.

## Gescheiterte Regierungsbildung

### Rechtlicher Rahmen
Für die Regierungsbildung ist nach der spanischen Verfassung nur das Abgeordnetenhaus relevant: Es wählt den Ministerpräsidenten (Art. 99), nur ihm ist die Regierung verantwortlich (Art. 108).
Nach Sondierungsgesprächen mit den im Abgeordnetenhaus vertretenen Parteien macht der König dem Abgeordnetenhaus einen Vorschlag für das Amt des Ministerpräsidenten. Eine Frist hierfür gibt die Verfassung nicht vor. Über diesen Vorschlag wird nach Aussprache abgestimmt und zwar nach der Geschäftsordnung des Abgeordnetenhauses in öffentlicher namentlicher Abstimmung, bei der die Abgeordneten mit Ja, Nein oder Enthaltung abstimmen können. Erhält der Kandidat die absolute Mehrheit (also mindestens 176 Ja-Stimmen), ist er zum Ministerpräsidenten gewählt. Verfehlt er diese Mehrheit, findet 48 Stunden später ein zweiter Wahlgang statt, in dem dann eine einfache Mehrheit ausreicht (mehr Ja- als Nein-Stimmen, unabhängig von der Zahl der Enthaltungen).
Ist der Vorgeschlagene auch im zweiten Wahlgang nicht erfolgreich, werden weitere Vorschläge nach demselben Verfahren (also falls erforderlich mit zwei Wahlgängen) abgehandelt.
Sind nach dem ersten Wahlgang über den ersten Vorschlag zwei Monate vergangen, ohne dass ein Kandidat zum Ministerpräsidenten gewählt wurde, werden beide Kammern vom König aufgelöst und Neuwahlen abgehalten.

### Entwicklung bis zur Parlamentsauflösung
Schon am Wahlabend deutete sich an, dass sich eine Regierungsbildung schwierig gestalten würde.
Weder eine Linksregierung (gestützt von PSOE, Podemos und IU) noch eine Mitte-links-Regierung (PSOE und Ciudadanos) noch eine Mitte-rechts-Regierung (PP und Ciudadanos) verfügten über die erforderliche Mehrheit. In der Vergangenheit hatten insbesondere die katalanischen Nationalisten häufig durch Stimmenthaltung oder Zustimmung die Wahl eines Ministerpräsidenten sichergestellt. Diese Kräfte (ERC und DL mit zusammen 17 Mandaten) befinden sich aufgrund ihrer Befürwortung der Unabhängigkeit Kataloniens zurzeit aber auf Konfrontationskurs sowohl mit der PP als auch der PSOE, sodass sie als Mehrheitsbeschaffer ausfielen. Auch die Stimmen der Ciudadanos-Abgeordneten allein reichten nicht aus, um einem PP- oder PSOE-Kandidaten ins Amt des Ministerpräsidenten zu verhelfen.
Die neu gewählten Kammern konstituierten sich am 13. Januar 2016. Zum Präsidenten des Abgeordnetenhauses wurde im zweiten Wahlgang mit den Stimmen von PSOE und Ciudadanos Patxi López (PSOE) gewählt. Präsident des Senats blieb Pío García-Escudero (PP).
Vom 18. bis zum 22. Januar 2016 fand die erste Runde von Sondierungsgesprächen des Königs Felipe VI. mit den Vertretern der im Abgeordnetenhaus vertretenen Parteien statt. In dem Gespräch mit dem amtierenden Ministerpräsident Rajoy bat dieser den König, ihn zurzeit nicht zur Wiederwahl vorzuschlagen, weil er mangels Unterstützung aus anderen Parteien nicht über eine Mehrheit im Parlament verfüge.
Daraufhin folgte vom 27. Januar bis zum 2. Februar 2016 die zweite Runde von Sondierungsgesprächen. Auf diese hin schlug der König den PSOE-Generalsekretär Pedro Sánchez für das Amt des Ministerpräsidenten vor.
Am 24. Februar 2016 kamen PSOE und Ciudadanos zu einem politischen Übereinkommen, das u. a. beinhaltete, dass Ciudadanos bei der Wahl zum Ministerpräsidenten für Sánchez stimmt. Die 130 Abgeordneten dieser beiden Parteien würden aber für die Wahl nicht ausreichen, wenn nicht auch andere Parteien sich wenigstens enthalten.
Beim ersten Wahlgang am 2. März 2016 entfielen auf Sánchez 130 Stimmen (PSOE, Ciudadanos, NCa), es gab eine Enthaltung (CCa) und 219 Gegenstimmen (PP, Podemos, En Comú, En Marea, ERC, DL, EAJ-PNV, Compromís, IU, EH Bildu, UPN, FAC und der parteilose Gómez de la Serna). Im zweiten Wahlgang am 4. März 2016 stimmten 131 Abgeordnete (PSOE, Ciudadanos, NCa, CCa) für Sánchez bei 219 Gegenstimmen. Er erreichte damit nicht die notwendige Mehrheit.
Im April 2016 scheiterten gemeinsame Gespräche von PSOE, Podemos und Ciudadanos zu einer möglichen Regierungsbildung. Daraufhin setzte der König am 12. April 2016 eine weitere Runde von Sondierungsgesprächen mit den Parteienvertretern für den 25. und 26. April an.
Nach dieser dritten Sondierungsrunde teilte der König dem Präsidenten des Abgeordnetenhauses mit, dass es keinen Kandidaten gebe, der Aussicht darauf habe, zum Ministerpräsidenten gewählt zu werden, weshalb er keinen erneuten Vorschlag machen werde.
Nachdem so bis zum 2. Mai 2016 kein Ministerpräsident gewählt wurde, wurden die Kammern am 3. Mai 2016 aufgelöst und Neuwahlen auf den 26. Juni 2016 anberaumt.
| Kandidat      | Datum                                               |            |     |    |    | Ciudadanos |    | Esquerra Republicana de Catalunya |   |   | EAJ | Compromís |   |   |   |   |   | Nueva Canarias | Ergebnis |
| ------------- | --------------------------------------------------- | ---------- | --- | -- | -- | ---------- | -- | --------------------------------- | - | - | --- | --------- | - | - | - | - | - | -------------- | -------- |
| Pedro Sánchez | 2. März 2016 notwendig: absolute Mehrheit (176/350) | Ja         |     | 89 |    | 40         |    |                                   |   |   |     |           |   |   |   |   |   | 1              | 130/350  |
| Pedro Sánchez | 2. März 2016 notwendig: absolute Mehrheit (176/350) | Nein       | 120 |    | 47 |            | 12 | 9                                 | 8 | 6 | 6   | 4         | 2 | 2 | 2 |   | 1 |                | 219/350  |
| Pedro Sánchez | 2. März 2016 notwendig: absolute Mehrheit (176/350) | Enthaltung |     |    |    |            |    |                                   |   |   |     |           |   |   |   | 1 |   |                | 1/350    |
| Pedro Sánchez |                                                     |            |     |    |    |            |    |                                   |   |   |     |           |   |   |   |   |   |                |          |
| Pedro Sánchez | 4. März 2016 notwendig: einfache Mehrheit           | Ja         |     | 89 |    | 40         |    |                                   |   |   |     |           |   |   |   | 1 |   | 1              | 131/350  |
| Pedro Sánchez | 4. März 2016 notwendig: einfache Mehrheit           | Nein       | 120 |    | 47 |            | 12 | 9                                 | 8 | 6 | 6   | 4         | 2 | 2 | 2 |   | 1 |                | 219/350  |
| Pedro Sánchez | 4. März 2016 notwendig: einfache Mehrheit           | Enthaltung |     |    |    |            |    |                                   |   |   |     |           |   |   |   |   |   |                | 0/350    |